# Amapá kreolski
Amapá kreolski (amapski kreolski; lanc-patúa; ISO 639-3: amd; povučen), kreolski jezik koji je izgubio status jezika 2007. godine kad je iz upotrebe povučen njegov kodni naziv amd. Ovim govorom služi se oko 25 000 ljudi (1995 SIL) koncentriranih oko amapskog glavnog grada Macapá, Brazil.
Temeljen je na francuskom jeziku [fra].

## Vanjske poveznice
- Ethnologue (14th)
- Ethnologue (16th)